# Sidney Prescott
Sidney Prescott es un personaje ficticio de la franquicia de películas Scream. Es la protagonista principal del slasher Scream (1996), así como de sus varias entregas posteriores. Fue creada por Kevin Williamson y es interpretada por Neve Campbell. El personaje aparece en las películas de Scream como el objetivo de una serie de asesinos que adoptan el personaje de Ghostface, una persona con una máscara de fantasma y una capa negra, para perseguirla. En cada película, los asesinos de Ghostface a menudo asesinan a personas cercanas a Sidney y se burlan de ella por teléfono con amenazas y conocimiento íntimo de su vida o del asesinato de su madre, lo que lleva a una confrontación final donde se revela al verdadero asesino.
Los asesinos que apuntan a Sidney tienen diversas motivaciones que van desde la venganza en Scream hasta la fama que vendrá de matarla en Scream 2 y Scream 4, debido a la fama que ella misma ha obtenido como sobreviviente de la ola de asesinatos en la película original. Primero se convierte en el centro de atención de su novio Billy Loomis (Skeet Ulrich) y su amigo Stu Macher (Matthew Lillard), Billy que busca venganza por el abandono de su madre después de la aventura de su padre con la madre de Sidney, Maureen Prescott (Lynn McRee). Scream 3 luego revela que Billy se enteró de este asunto a través de Roman Bridger (Scott Foley), el medio hermano de Sidney, quien busca venganza por su abandono y rechazo por parte de Maureen, lo que desencadenó la cadena de eventos que impregnan cada película.
Drew Barrymore fue originalmente elegida para interpretar a Sidney Prescott, pero los conflictos de programación la llevaron a tomar un papel más pequeño, y el protagonista se ofreció a Campbell, quien en ese momento protagonizaba la serie de televisión; Party of Five. Campbell dudaba en tomar otro papel de terror después de terminar su trabajo en The Craft (1996), pero aprovechó la oportunidad ya que sería su primer papel protagónico en un largometraje. Campbell repitió el papel en Scream 2 y Scream 3, aunque sus propios conflictos de programación significaban que solo podía filmar por un corto período de tiempo mientras la tercera película estaba en producción. Esto dio como resultado que el papel de su personaje se redujera significativamente de las entregas anteriores y el enfoque se cambió a los otros personajes principales de la serie, Gale Weathers (Courteney Cox) y Dewey Riley (David Arquette). Campbell inicialmente rechazó las solicitudes de regresar para Scream 4, con guiones escritos teniendo en cuenta la ausencia de su personaje, pero finalmente acordó regresar.
El personaje es representado como una joven inteligente e ingeniosa que poco a poco se vuelve más fuerte en el transcurso de la serie mientras intenta superar las amenazas y muertes que la rodean. El papel de Neve Campbell como Sidney Prescott ha recibido importantes elogios de la crítica a lo largo de la serie, lo que le valió el título de reina del grito en la década de 1990 y el premio Saturn a la mejor actriz en 1997 por Scream y el MTV Movie Award  a la mejor interpretación femenina en 1998 por su papel en Scream 2.

## Apariciones
Sidney Prescott apareció por primera vez en la película Scream de 1996 cuando era un adolescente que asistía a la ficticia Woodsboro High School. Después de que ocurren una serie de asesinatos brutales en el aniversario de la muerte de su madre, el asesino comienza a atacar a la propia Sidney con ataques y llamadas telefónicas burlonas. Su personaje ha aparecido en cada película sucesiva de la serie, su papel inicialmente era el de la víctima, pero se convirtió en heroína, donde personalmente se enfrenta a cada asesino y los derrota.

### Películas
La primera aparición cinematográfica de Sidney Prescott fue en la película Scream como un estudiante de último año de secundaria de 17 años en la ciudad ficticia de Woodsboro, California. Durante una ola de asesinatos espeluznantes, comienza a recibir llamadas telefónicas burlonas y amenazantes de Ghostface, quien afirma tener conocimiento de la brutal violación y asesinato de Maureen Prescott, la madre de Sidney, que ocurrió un año antes de los eventos de la película, un asesinato que se atribuye a Cotton Weary. La sospecha recae sobre varios personajes antes de que se revele que su novio Billy Loomis (Skeet Ulrich) y su amigo Stu Macher (Matthew Lillard) son los asesinos. Billy declara su motivación como venganza después de que su madre lo abandonara por la aventura de su padre con Maureen. Con la ayuda de Gale Weathers (Courteney Cox), Sidney es capaz de matar a Stu y Billy y sobrevivir a los eventos de la película.
La segunda aparición de Sidney fue en Scream 2, que tiene lugar casi un año después como estudiante en el Windsor College ficticio, donde ocurre una nueva serie de asesinatos de Ghostface. Los asesinos nuevamente se burlan de Sidney y asesinan a sus amigos, incluido Randy Meeks, antes de que su amigo Mickey (Timothy Olyphant) se revele a sí mismo como el asesino y asesine a su nuevo novio, Derek, frente a ella. Mickey declara su motivación como la fama que vendrá de sus hazañas, incluido el asesinato de Sidney, y revela a su cómplice, la Sra. Loomis (Laurie Metcalf), buscando venganza contra Sidney por la muerte de su hijo Billy. La Sra. Loomis traiciona y mata a Mickey, con la intención de desaparecer sin dejar rastro después de matar a Sidney, pero antes de que pueda implementar su plan, Cotton interviene y le dispara, salvando a Sidney, quien luego dispara a la Sra. Loomis en la cabeza, matándola.
La tercera aparición de Sidney ocurrió en Scream 3 tres años después, donde comienza otra ola de asesinatos en Hollywood, con el asesino dejando fotos de una joven Maureen Prescott en las escenas del crimen. Sidney, ahora consejera de crisis para mujeres, ha estado escondida después de los eventos de Scream y Scream 2, pero se siente atraída por el set de "Stab 3", la película dentro de una película basada en Sidney y sus experiencias, después de que el nuevo Ghostface descubra su ubicación. Ghostface se atribuye la responsabilidad del asesinato de Maureen Prescott y es desenmascarado como el director de "Stab 3", Roman Bridger, el medio hermano previamente desconocido de Sidney. Roman revela que su madre fue violada en grupo y quedó embarazada de él durante un período de dos años en el que se mudó a Hollywood para convertirse en actriz, antes de conocer al padre de Sidney. Después de ser entregado en adopción, un Roman adulto la buscó solo para que ella lo rechazara. Roman comenzó a acosar a Maureen, filmando sus relaciones adúlteras con otros hombres, incluido el padre de Billy Loomis, y usó este metraje para convencer a Billy de que asesinara a Maureen, sin saberlo, poniendo en marcha los eventos de Scream y Scream 2. Sidney logra derrotar a Roman, con la ayuda de Dewey Riley (David Arquette) y finalmente sigue adelante con su vida.
La cuarta aparición de Sidney fue en Scream 4 ambientada diez años después de los eventos de Scream 3. Después de regresar a la ciudad de Woodsboro para publicitar su nuevo libro, "Out of Darkness", un libro de autoayuda sobre cómo superar los eventos de su vida, un nuevo Ghostface comienza a atacar la ciudad y deja evidencia en el auto de Sidney. Sidney se convierte en sospechosa de los asesinatos y se queda en la ciudad con su prima Jill Roberts (Emma Roberts) y su tía materna Kate (Mary McDonnell), pero la familia se ve envuelta en la ola de asesinatos de Ghostface. Sidney intenta salvar a Jill de ser atacada solo para descubrir que Jill es la asesina con su cómplice. Charlie Walker (Rory Culkin), Jill, envidiosa de la fama de su prima, esperaba recrear los eventos de la ola de asesinatos de Billy y Stu para convertirse en la Sidney de una "nueva generación" con toda la fama asociada. Jill traiciona y mata a Charlie, y apuñala a Sidney, antes de convertirse en la "única superviviente", pero después de llegar al hospital descubre que Sidney ha sobrevivido. Cuando Jill intenta finalmente matar a su prima, Sidney logra dispararle en el corazón a su desquiciada prima, matándola.
Sidney, en su quinta aparición, es una madre casada de 42 años con tres hijos. Se revela que regresó a su vida lejos de Woodsboro, y en los diez años transcurridos desde los eventos de Scream 4, se reconectó y formó una familia con su ahora esposo, Mark Kincaid. Su aliado ahora separado, Dewey, la llama por teléfono y le advierte que se mantenga alejada de Woodsboro luego del regreso de Ghostface una vez más, ahora dirigido a familiares de Billy Loomis y Stu Macher. A pesar de esto, regresa a su ciudad natal después de enterarse del asesinato de Dewey y consuela a Gale en el hospital. La hija de Billy, Sam Carpenter (Melissa Barrera), rechaza su oferta de ayuda para acabar con el asesino de una vez por todas, pero Sidney, escéptico, coloca un dispositivo de rastreo en el auto del novio de Sam, Richie Kirsch, lo que los lleva a ella y a Gale a la antigua casa de Stu, ahora albergada por Amber Freeman. Se encuentran con una angustiada Amber que se revela como una de las asesinas después de un intento fallido de disfrazarse de víctima de una puñalada. Sidney entra sola en la casa para encontrar a Amber y el otro asesino se burla de ella, aunque ella no se inmuta en absoluto por la llamada telefónica burlona y le cuelga; Más tarde se revela que el otro asesino es Richie. Luego de una confrontación con los asesinos, Sidney es apuñalada por Amber. Sin embargo, con la ayuda de un Gale herido, la pareja somete y prende fuego a Amber, antes de que Tara, la media hermana adolescente de Sam, le dispare en la cabeza. Después de que Sam mata a Richie, Sidney le brinda tranquilidad mental, mientras Sidney y Gale esperan el transporte en ambulancia al hospital por sus heridas.
Sidney no aparece en Scream VI, que presenta un nuevo Ghostface en Nueva York; pero Gale afirma explícitamente que hablo con ella mientras Tara pregunta si ella ira allí, pero Gale le responde que Sidney vive en un lugar secreto y lejos de tales asesinatos. Posteriormente cuando Ghostface apuñala a Gale varias veces antes de huir después de ser interrumpido por Sam y Tara. Gale se desmaya y les pide a Sam y Tara que le digan a Sidney que Ghostface nunca la atrapó.
En marzo de 2024, se anunció el regreso de Sidney Prescott para Scream 7, siendo nuevamente interpretada por Campbell.

## Casting

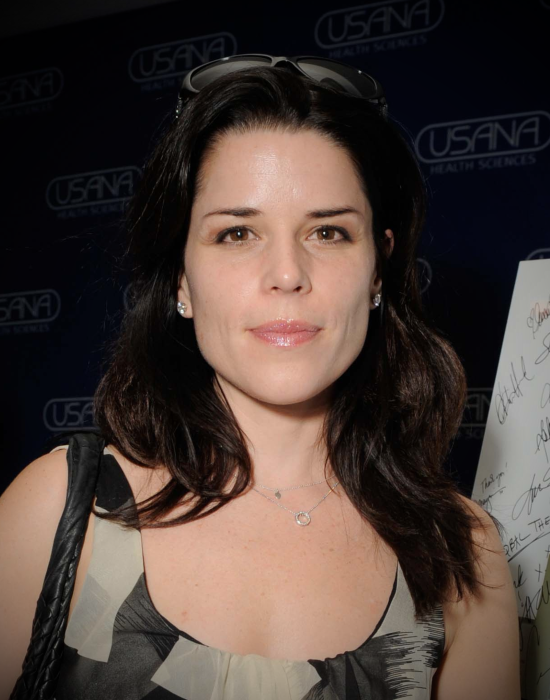
Campbell fue elegida como reemplazo de Drew Barrymore para interpretar a Sidney.

El papel de Sidney Prescott se le dio inicialmente a la actriz Drew Barrymore después de que la propia Barrymore se acercó a la producción, después de leer el guion, para solicitar el papel y firmaron la película antes de que se encontrara un director. Wes Craven, después de ser contratado como director, comentó que pudo tener actores más grandes en la película de lo que le permitía su presupuesto debido al deseo de Barrymore de participar, lo que creía que ayudó a atraer a otros grandes nombres a la producción.  Sin embargo, si bien el desarrollo inicial de la película tuvo lugar, los compromisos de horario de Barrymore significaron que ya no podía permanecer en el exigente papel principal, pero aún deseaba participar, se ofreció como voluntaria para interpretar el papel más pequeño de Casey Becker, quien muere temprano en el película, con su escena filmada en cinco días. Tras la abdicación de Barrymore del papel, las actrices Alicia Witt y Brittany Murphy hicieron una audición para el papel. La producción también le ofreció el papel a Reese Witherspoon, aunque finalmente nunca audiciono. Fue la actriz canadiense; Neve Campbell a quien se le asignó el papel principal de Sidney Prescott después de que Craven la viera en la serie de televisión; Party of Five, creyendo que ella podría encarnar mejor a un personaje que era "inocente" pero también capaz de manejarse a sí misma mientras lidiaba con la exigencia física y las emociones del papel. La propia Campbell se mostró reacia a asumir un papel en otra película de terror tan pronto después de participar en The Craft (1996), pero aceptó Scream ya que sería su primer papel principal y "adoraba" al personaje que decía "Ella es una personaje fantástico para cualquier tipo de película". Campbell y su novio en pantalla, Skeet Ulrich, habían protagonizado anteriormente The Craft, que creían que ayudó a hacer que su interpretación de la relación entre Sidney y el personaje de Ulrich, Billy Loomis, fuera más natural.
| Recuerdo que me sentí inseguro en la primera película, todos los que me rodeaban eran tontos y divertidos y tenían todas estas frases geniales, y yo parecía tan estoico de alguna manera. Pero me di cuenta de que si el público no podía ver la película a través de mis ojos, entonces no me verían en absoluto. No lo iban a sentir y no les iba a importar. Así que era muy importante para mí seguir basado en la realidad dentro de la película, porque tenía que haber alguna fuente de realidad para que fuera buena. Fue lo mismo en la secuela. —Campbell hablando de cómo se acercó al papel principal en la serie. |

Kevin Williamson había presentado tratamientos para dos posibles secuelas de Scream antes de que se estrenara la película, por lo que Campbell había sido contratada para Scream 2 cuando firmó con la película original, ya que interpretó al único personaje garantizado que sobrevivirá a la película. Sin embargo, la programación se convirtió en un problema para Campbell y la producción ya que, en ese momento, todavía protagonizaba Party of Five.
Para Scream 3, Craven insistió en que convencer a Campbell y al resto del elenco principal de que regresaran no era un problema, pero programar la disponibilidad de Campbell con la producción de la película se convirtió nuevamente en un problema, con Campbell protagonizando no solo Party of Five, sino otros tres largometrajes. Su disponibilidad fue lo suficientemente limitada como para estar disponible solo durante 20 días de filmación, lo que resultó en un papel significativamente reducido para su personaje y un cambio de enfoque en los personajes de Cox y Arquette de Gale Weathers y Dewey Riley, respectivamente.
Cuando se anunció la producción de Scream 4, casi diez años después de la última entrega de la serie, Campbell inicialmente rechazó las ofertas para repetir su papel de Sidney, lo que obligó a que se escribieran los primeros borradores del guion en consideración a su ausencia mientras volvía a centrarse en los roles de Cox y Arquette. Sin embargo, en septiembre de 2009, se confirmó que Campbell retomó su papel en la película. Las primeras versiones del guion de Scream 4 de Williamson involucraban al personaje de Campbell siendo atacado en la apertura, un punto clave de la discordia para Bob Weinstein, director del desarrollador de Scream, Dimension Films, quien lo eliminó.

## Recepción
Sobre su personaje de Sidney Prescott, Neve Campbell habló positivamente, diciendo que "adoraba" al personaje y "Es un personaje fantástico para cualquier tipo de película". En 1997, el papel de Scream le valió a Campbell el premio Saturn a la mejor actriz y un MTV Movie Award a la mejor interpretación femenina. Al año siguiente, ganó la Mejor Actuación Femenina de 1998 por Scream 2 y recibió una segunda nominación a Mejor Actriz de los Premios Saturn, perdiendo ante Jodie Foster por Contact (1997). Recibió una tercera y última nominación a Mejor Actuación Femenina de MTV en 2000 por el personaje de Scream 3, pero perdió ante su compañera de Scream 2; Sarah Michelle Gellar por Cruel Intentions (1999). John Muir, autor de Wes Craven: The Art of Horror, elogió el desarrollo de Sidney Prescott en Scream 2 y calificó a su personaje, entre otros, de "amado".
Roger Ebert, muy crítico con el elenco y la película de Scream 3, destacó el papel de Campbell como elogio diciendo "La cámara la ama. Podría convertirse en una gran estrella y luego reírse de los clips de esta película en su tributo a AFI". Harry Knowles de Ain't It Cool News fue considerablemente menos elogioso con Campbell, diciendo "Ella agrega CERO frialdad. Cero talento. Y Cero carisma a [Scream 3]".
Bryan Enk y Adam Swiderski de UGO clasificaron a Neve Campbell como la octava reina más grande del grito por su papel de Sidney Prescott, diciendo que "en la década de 1990, Neve era prácticamente la reina del grito número uno".